# Filsbäck
Filsbäck – miejscowość (tätort) w Szwecji, w regionie administracyjnym (län) Västra Götaland, w gminie Lidköping.
Według danych Szwedzkiego Urzędu Statystycznego liczba ludności wyniosła: 689 (31 grudnia 2015), 667 (31 grudnia 2018) i 684 (31 grudnia 2019).